# Шабо-Латур, Франсуа
Франсуа́ Анри Эрнест Шабо́-Лату́р (фр. François Henri Ernest, baron de Chabaud-Latour; 25 января 1804, Ним — 10 июня 1885, Париж) — французский генерал и политический деятель, сын Антуана Шабо-Латура (1769—1832).

## Биография
Образование получил в политехнической школе Парижа.
После июльской революции в течение нескольких лет состоял при наследнике престола герцоге Орлеанском и участвовал в осаде Антверпена в экспедициях в Алжире.
В 1837 году Шабо-Латур был избран в палату депутатов и примкнул к партии крайних консерваторов. Наполеон III поставил его во главе инженерного ведомства в Алжире и назначил его членом центрального совета реформатских церквей и высшего совета народного просвещения.
В 1869 году Шабо-Латур вышел в запас, но франко-прусская война снова вызвала его к деятельности. Он был назначен начальником инженерного ведомства в Париже; под его руководством велись фортификационные работы, вследствие которых Парижу удалось продержаться несколько месяцев.
В 1871 году Шабо-Латур был избран в национальное собрание, где примкнул к правому центру и сделался одним из видных деятелей орлеанистской партии. До 1872 года Шабо-Латур поддерживал политику Тьера, но с этого времени окончательно перешёл на сторону монархистов и содействовал низвержению Тьера в 1873 году. Избранный в вице-президенты палаты, он принимал деятельное участие в политических интригах, подготовлявших восстановление монархии, содействовал слиянию легитимистов и орлеанистов, поддерживал реакционную политику министерства Броли и вотировал за септеннат. Участвовал в комиссиях, касавшихся военных вопросов; в 1874 году по его докладу был принят закон о новых укреплениях вокруг Парижа.
В 1874 году Мак-Магон назначил Шабо-Латура министром внутренних дел. Шабо-Латур продолжал держаться политики «морального порядка» и строго преследовал республиканские газеты, заявляя в то же время в палате, что никогда ещё пресса не пользовалась такой свободой.
После принятия конституционных законов 1875 году Шабо-Латур вышел в отставку. В 1877 году он был избран пожизненным сенатором, но больше не имел политического значения.